# Маунт-Лагуна (Каліфорнія)
Маунт-Лагуна (англ. Mount Laguna) — переписна місцевість (CDP) в США, в окрузі Сан-Дієго штату Каліфорнія. Населення — 74 особи (2020).

## Географія
Маунт-Лагуна розташований за координатами 32°52′16″ пн. ш. 116°25′29″ зх. д. / 32.87111° пн. ш. 116.42472° зх. д. (32.871105, -116.424687).  За даними Бюро перепису населення США в 2010 році переписна місцевість мала площу 4,40 км², уся площа — суходіл.

## Демографія
Згідно з переписом 2010 року, у переписній місцевості мешкало 57 осіб у 32 домогосподарствах у складі 16 родин. Густота населення становила 13 особи/км².  Було 167 помешкань (38/км²).
Расовий склад населення:
| - 96,5 % — білих - 1,8 % — азіатів - 1,8 % — осіб інших рас |

До двох чи більше рас належало 0,0 %. Частка іспаномовних становила 1,8 % від усіх жителів.
За віковим діапазоном населення розподілялося таким чином: 7,0 % — особи молодші 18 років, 49,1 % — особи у віці 18—64 років, 43,9 % — особи у віці 65 років та старші. Медіана віку мешканця становила 61,5 року. На 100 осіб жіночої статі у переписній місцевості припадало 90,0 чоловіків;  на 100 жінок у віці від 18 років та старших — 96,3 чоловіків також старших 18 років.
Цивільне працевлаштоване населення становило 12 особи. Основні галузі зайнятості: виробництво — 100,0 %.